# ويليام بال (سياسي)
ويليام بال هو سياسي أمريكي، ولد في 3 أبريل 1830 في نيويورك في الولايات المتحدة، وتوفي في 28 أغسطس 1902 في آن آربر في الولايات المتحدة. نشط حزبياً في الحزب الجمهوري. وقد انتخب عضو مجلس نواب ميشيغان ‏ وانتخب عضو مجلس ولاية ميشيغان ‏.